# The Great War
The Great War je deváté studiové album švédské power metalové skupiny Sabaton. Vyšlo 19. července 2019. Jde o první studiové album, na kterém hraje kytarista Tommy Johansson . Stejně jako mnoho alb Sabaton je to koncepční album, tentokrát o první světové válce , často známé jako Velká válka. Písně pokrývají několik příběhů z války, včetně příběhů Manfreda von Richthofena, T.E. Lawrence, Alvina Yorka, Útok mrtvých mužů, Bitva u Verdunu a další.
První singl alba „Fields of Verdun“ byl vydán 3. května 2019. Další singl alba „The Red Baron“ byl vydán 13. června. Titulní píseň „Great War“ byla vydána jako singl 27. června. Hudební video ke skladbě „82nd All the Way“ bylo vydáno 20. července. Hudební video k "Seven Pillars of Wisdom", ve kterém Indy Neidell hraje roli T.E. Lawrence , bylo natočeno v tuniské poušti na začátku září, a bylo vydáno 21. prosince. Živé video a singl k „The Attack of the Dead Men“, zaznamenané během vystoupení 13. března 2020 v Moskvě, které zahrnovalo ruskojazyčný metalový umělec Radio Tapok zpívající verše, bylo oznámeny 8. května 2020 a vydáno 10. července. 
Album bylo vydáno ve čtyřech samostatných edicích: standardní vydání, edice historie s kontextovým vyprávěním před každou skladbou, edice soundtrack obsahující instrumentální orchestrální verze písní a exkluzivní vydání Sabaton History Patreon obsahující vyprávění Indyho Neidella. 
Zaznamenané texty pro „82nd All the Way“ mylně připisují seržanta Alvina Yorka 338. pluku spíše než jeho skutečné přidělení k 328. pěšímu pluku. Kapela opravuje chybu během živého hraní písně.

## Cover verze
Dne 1. května 2019 vydala Apocalyptica své ztvárnění „Fields of Verdun“. 
Dne 18. července 2019 vydalo převzaté umělce Radio Tapok na YouTube s pomocí Sabatonu ruskou verzi „The Attack of the Dead Men“. Radio Tapok se k Sabaton připojilo na pódiu v Moskvě následujícího jara během jejich ruského turné ( krátko poté přerušeno kvůli pandemii COVID-19 ). Představení bylo nahráno a produkováno jako singl pro vydání 10. července 2020. 
Dne 3. ledna 2020 vydali Amaranthe své ztvárnění „82nd All the Way“.

## Seznam skladeb
The Great War je deváté studiové album švédské power metalové skupiny Sabaton . Vyšlo 19. července 2019. Jde o první studiové album, na kterém hraje kytarista Tommy Johansson . Stejně jako mnoho alb Sabaton je to koncepční album , tentokrát o první světové válce , často známé jako Velká válka. Písně pokrývají několik příběhů z války, včetně příběhů Manfreda von Richthofena , TE Lawrence, Alvina Yorka , Útok mrtvých mužů , Bitva o Verdun a další.
První singl alba „Fields of Verdun“ byl vydán 3. května 2019. Další singl alba „The Red Baron“ byl vydán 13. června. Titulní píseň „Great War“ byla vydána jako singl 27. června. Hudební video ke skladbě „82nd All the Way“ bylo vydáno 20. července. Hudební video k "Seven Pillars of Wisdom", ve kterém Indy Neidell hraje roli TE Lawrence , bylo natočeno v tuniské poušti na začátku září, a bylo vydáno 21. prosince. Živé video a singl k „The Attack of the Dead Men“, zaznamenané během vystoupení 13. března 2020 v Moskvě, které zahrnovalo ruskojazyčný metalový umělec Radio Tapok zpívající verše, bylo oznámeny 8. května 2020 a vydáno 10. července.
Album bylo vydáno ve čtyřech samostatných edicích: standardní vydání, edice historie s kontextovým vyprávěním před každou skladbou, edice soundtrack obsahující instrumentální orchestrální verze písní a exkluzivní vydání Sabaton History Patreon obsahující vyprávění Indyho Neidella.
Zaznamenané texty pro „82nd All the Way“ mylně připisují seržanta Alvina Yorka 338. pluku spíše než jeho skutečné přidělení k 328. pěšímu pluku. Kapela opravuje chybu během živého hraní písně.

## Cover verze
Dne 1. května 2019 vydala Apocalyptica své ztvárnění „Fields of Verdun“.
Dne 18. července 2019 vydalo převzaté umělce Radio Tapok na YouTube s pomocí Sabatonu ruskou verzi „The Attack of the Dead Men“. Radio Tapok se k Sabaton připojilo na pódiu v Moskvě následujícího jara během jejich ruského turné (krátko poté přerušeno kvůli pandemii COVID-19 ). Představení bylo nahráno a produkováno jako singl pro vydání 10. července 2020.
Dne 3. ledna 2020 vydali Amaranthe své ztvárnění „82nd All the Way“.

## Seznam skladeb
| Pořadí         | Název                              | Téma písně | Délka |
| -------------- | ---------------------------------- | --- | ----- |
| 1.             | The Future of Warfare              | Představení tanků v bitvě u Flers-Courcelette a první tanková bitva ve druhé bitva u Villers-Bretonneux                                              | 3:26  |
| 2.             | Seven Pillars of Wisdom            | T.E. Lawrence a jeho role v arabském povstání | 3:02  |
| 3.             | 82nd All the Way                   | Alvin York při ofenzívě Meuse-Argonne | 3:31  |
| 4.             | The Attack of the Dead Men         | Útok mrtvých mužů | 3:56  |
| 5.             | Devil Dogs                         | Američtí mariňáci v bitvě u Belleau Wood | 3:17  |
| 6.             | The Red Baron                      | Manfred von Richthofen, německé letecké eso známější jako Rudý baron                                                                                 | 3:22  |
| 7.             | Great War                          | Utrpení v první světové válce , konkrétně v bitvě u Passchendaele                                                                                    | 4:28  |
| 8.             | A Ghost in the Trenches            | Francis Pegahmagabow, jeden z nejvíce vyznamenaných kanadských vojáků během první světové války , konkrétně v bitvě u Passchendaele a bitvě u Scarpe | 3:26  |
| 9.             | Fields of Verdun                   | Bitva u Verdunu | 3:17  |
| 10.            | The End of the War to End All Wars | Oběti a příměří první světové války | 4:45  |
| 11.            | In Flanders Fields                 | Válečná báseň Johna McCrae napsaná den po pohřbu jednoho z jeho nejbližších přátel: Alexise Helmera, zabitého během druhé bitvy u Ypres.             | 1:57  |
| Celková délka: | Celková délka:                     | Celková délka: | 36:39 |

## Obsazení
- Joakim Brodén – zpěv, klávesy
- Pär Sundström – basová kytara, doprovodné vokály
- Chris Rörland – kytara, doprovodné vokály
- Tommy Johansson – kytara, doprovodné vokály
- Hannes Van Dahl – bicí